# Prepositura di Groenendael
La prepositura di Groenendael (in olandese priorij Groenendaal, in francese prieuré de Groenendael e in latino Virdis Vallis, talvolta italianizzato in Valverde) fu un monastero di canonici regolari di sant'Agostino, casa madre dell'omonima congregazione. Nel 1412 fu ridotto a priorato alle dipendenze della congregazione di Windesheim e scomparve con la rivoluzione francese.

## Storia
L'esistenza del romitaggio di Groenendael (nella foresta di Soignes, nel territorio comunale di Hoeilaart) è documentata per la prima volta nel 1304: il suo primo abitante fu Giovanni de Busco, imparentato con i duchi di Brabante, al quale presto si unirono Arnoldo e Lamberto.
Nel 1343, con il consenso dei duchi di Brabante, alla comunità si aggiunsero tre canonici della collegiata di Santa Gudula a Bruxelles desiderosi di vivere una vita di contemplazione e solitudine: Giovanni Ruysbroeck, Giovanni Hinckaert e Francone di Caudenberg, che già a Bruxelles praticavano una forma di vita più austera e la comunanza dei beni.
Nel 1344 il vescovo di Cambrai concesse alla comunità il permesso di erigere una cappella e nel 1349, sotto la guida di Ruysbroeck e Francone, i religiosi adottarono la regola dei canonici regolari di sant'Agostino e costituirono una prepositura.
Francone fu il primo preposito e Ruysbroeck fu eletto priore, mantenendo la carica fino alla morte. Presto entrò nella comunità anche Giovanni di Lovanio, autore di importanti opere a carattere spirituale e, come Ruysbroeck, importante esponente della devotio moderna.
I canonici di Groendael adottarono le norme e le consuetudini dell'abbazia parigina di San Vittore.
La legislazione di Groenendael venne adottata dai monasteri di Rouge-Cloître (1374), di Eemsteyn (1382), di Sept-Fonts (1389), di Corsendonk (1398), di Bethléem (1407) e da quello delle canonichesse di Val-Sainte-Barbe a Tirlemont (dopo il 1388).
Attorno al 1400 la comunità di Groenendael arrivò a contare una ventina di canonici regolari e altrettanti "donati".
La prepositura di Groenedael nel 1412 fu trasformata in priorato e si unì alla congregazione di Windesheim, che proprio da Groenendael aveva ricevuto la sua fisionomia canonicale: infatti Gerardo Groote, padre spirituale di Windesheim, era stato un seguace di Giovanni Ruysbroeck e Giovanni di Lovanio e aveva concepito l'idea di erigere un monastero di canonici dopo una visita a Groenendael.